# Kemi, Finland
Kemi ([ˈkemi]; nordsamiska: Giepma) är en kommun (stad) i landskapet Lappland i norra Finland, nära Torneå. Kemi ligger i det historiska landskapet Österbotten. Staden gränser i norr till Keminmaa, i sydost till Simo och i nordväst till Torneå.
Kemi har 19 982 invånare (2021) och täcker en yta på 747,28 km² varav 95,38 km² är land. Staden är enspråkigt finsk.
Orten Kemi ligger vid Kemi älvs utlopp i Bottenviken. Hamnen i Kemi på ön Ajos är en av de viktigaste i Finland och används av pappersindustrin. Stora Enso och Metsä-Botnia är två industrier i Kemi.
I Kemi finns också ishotellet Lumilinna. Staden har en flygplats (Kemi-Torneå flygplats) och järnvägsförbindelse.

## Historia
En jordbrukande befolkning torde kunna återfinnas i Kemi senast på 1200-talet.
Under 1300-talets andra kvartal bildades Kemi kapell under Pedersöre socken och blev en självständig kyrksocken senast vid sekelskiftet 1400. Under socknen eller möjligen Saloinens kyrksocken bildades Limingo kapell senast i mitten av 1400-talet.
Socknens första kyrka har enligt traditionen stått på Valmarinniemi. Ryssarna plundrade kyrkan 1473 och brände den 1517. Den nya kyrkan, Keminmaa gamla kyrka, byggdes ganska snart efter branden.
Under vinterkriget var Svenska frivilligflottiljen i Finland baserad i Kemi.

### Administrativ historik
Kemi fick stadsrättigheter den 5 mars 1869. År 1938 överfördes ett område med 14 716 invånare till Kemi stad från Kemi landskommun.

## Tätorter
Vid Statistikcentralens tätortsavgränsning den 31 december 2021 fanns sju tätorter inom Kemi kommuns område:
| Nr | Tätort                      | Folkmängd |
| -- | --------------------------- | --------- |
| 1  | Kemi centraltätort (del av) | 17 719    |
| 2  | Hepola                      | 1 651     |
| 3  | Ajos                        | 320       |

## Politik

### Mandatfördelning i Kemi stad, valen 1976–2021
| 20 | 10 | 3 | 4 |  | 5 |

| 20 | 11 | 4 | 4 |  | 3 |

| 19 | 12 | 6 |  | 5 |

| 14 | 4 | 12 | 7 |  |  | 4 |

| 18 | 14 |  | 4 | 2 | 4 |

| 17 | 13 | 5 | 2 | 6 |

|  |  | 15 | 11 |  | 8 |  | 5 |

|  |  | 15 | 13 | 8 | 5 |

| 26 | 17 |

| 16 | 11 |  |  | 8 | 6 |

| 26 | 17 |

| 15 | 10 |  | 4 | 7 | 6 |

| 26 | 17 |

| 15 | 13 |  | 2 | 7 | 5 |

| 24 | 19 |

| 12 | 13 |  | 5 | 7 | 5 |

| 28 | 15 |

### Valresultat i kommunalvalet 2017
| Parti                 | Parti                                                  | Röstfördelning | Röstfördelning | Röstfördelning | Röstfördelning | Mandatfördelning | Mandatfördelning |
| Parti                 | Parti                                                  | Antal          | Andel %        | Antal +−       | Andel % +−     | Antal            | +−               |
| --------------------- | ------------------------------------------------------ | -------------- | -------------- | -------------- | -------------- | ---------------- | ---------------- |
|                       | Vänsterförbundet                                       | 3 259          | 33,7           | +23            | +1,4           | 15               | 0                |
|                       | Finlands Socialdemokratiska Parti                      | 2 742          | 28,4           | +382           | +4,8           | 13               | +3               |
|                       | Centern i Finland                                      | 1 491          | 15,4           | −186           | −1,3           | 7                | 0                |
|                       | Samlingspartiet                                        | 1 038          | 10,7           | −298           | −2,6           | 5                | −1               |
|                       | Sannfinländarna                                        | 589            | 6,1            | −285           | −2,6           | 2                | −2               |
|                       | Gröna förbundet                                        | 322            | 3,3            | +89            | +1,0           | 1                | 0                |
|                       | Finlands kommunistiska parti                           | 136            | 1,4            | +8             | +0,1           | 0                | 0                |
|                       | Kristdemokraterna i Finland                            | 88             | 0,9            | +9             | +0,1           | 0                | 0                |
|                       | Kommunistiska Arbetarpartiet - för fred och socialism* | 0              | 0              | -73            | -0,7           | 0                | 0                |
|                       | Förändring 2011*                                       | 0              | 0              | -14            | -0,1           | 0                | 0                |
| Giltiga röster totalt | Giltiga röster totalt                                  | 9 665          | 100,0          | —              | —              | 43               | —                |
| Ogiltiga röster       | Ogiltiga röster                                        | 74             | 0,8            | —              | —              |                  |                  |
| Valdeltagande         | Valdeltagande                                          | 9 739          | 55,1           | —              | −0,2           |                  |                  |
| Röstberättigade       | Röstberättigade                                        | 17 675         | —              | —              | —              |                  |                  |

Källa:
Partier eller valmansföreningar med en asterisk (*) ställde inte upp med kandidater i valet.
I valet ställde Samlingspartiet och Kristdemokraterna upp i ett valförbund.

### Vänorter
Kemi stad har sju vänorter:
- Liptovský Mikuláš, Slovakien
- Luleå, Sverige
- Newtownards, Storbritannien
- Székesfehérvár, Ungern
- Tromsø, Norge
- Wismar, Tyskland
- Volgograd, Ryssland

Severomorsk i Ryssland har Kemi ett samarbete med men är inte en vänort.

## Demografi

### Befolkningsutveckling
| Befolkningsutvecklingen i Kemi stad 1975–2020                                                                | Befolkningsutvecklingen i Kemi stad 1975–2020 | Befolkningsutvecklingen i Kemi stad 1975–2020 | Befolkningsutvecklingen i Kemi stad 1975–2020 | Befolkningsutvecklingen i Kemi stad 1975–2020 |
| --- | --------------------------------------------- | --------------------------------------------- | --------------------------------------------- | --------------------------------------------- |
| |                                               |                                               |                                               |                                               |
| År |                                               |                                               | Folkmängd                                     |                                               |
| 1975 | 1975                                          |                                               | 28 133                                        |                                               |
| 1980 | 1980                                          |                                               | 26 928                                        |                                               |
| 1985 | 1985                                          |                                               | 26 421                                        |                                               |
| 1990 | 1990                                          |                                               | 25 374                                        |                                               |
| 1995 | 1995                                          |                                               | 24 696                                        |                                               |
| 2000 | 2000                                          |                                               | 23 689                                        |                                               |
| 2005 | 2005                                          |                                               | 22 831                                        |                                               |
| 2010 | 2010                                          |                                               | 22 537                                        |                                               |
| 2015 | 2015                                          |                                               | 21 758                                        |                                               |
| 2020 | 2020                                          |                                               | 20 437                                        |                                               |
| Anm: Uppgifterna avser förhållandena den 31 december nämnda år enligt områdesindelningen den 1 januari 2021. |                                               |                                               |                                               |                                               |

### Språk
Befolkningen efter språk (modersmål) den 31 december 2022. Finska, svenska och samiska räknas som inhemska språk då de har officiell status i landet. Resten av språken räknas som främmande. För språk med färre än 10 talare är siffran dold av Statistikcentralen på grund av sekretesskäl. Språk med färre än 30 talare har räknats ihop för att minska tabellens storlek.
| Språk                                       | Talare 2022-12-31 | Talare 2022-12-31 |
| Språk                                       | Antal             | Andel (%)         |
| ------------------------------------------- | ----------------- | ----------------- |
| Hela befolkningen                           | 19 499            | 100,0             |
| Inhemska språk totalt                       | 18 510            | 94,9              |
| Finska                                      | 18 472            | 94,7              |
| Svenska                                     | 34                | 0,2               |
| Samiska                                     | 4                 | 0,0               |
| Främmande språk totalt                      | 989               | 5,1               |
| Annat språk                                 | 224               | 1,1               |
| Ryska                                       | 147               | 0,8               |
| Arabiska                                    | 120               | 0,6               |
| Somaliska                                   | 63                | 0,3               |
| Persiska                                    | 47                | 0,2               |
| Thailändska                                 | 34                | 0,2               |
| Swahili                                     | 33                | 0,2               |
| Språk med färre än 30 talare men fler än 10 | 223               | 1,1               |
| Språk med färre än 10 talare                | 98                | 0,5               |

|  | Finska (94,7 %) |

|  | Svenska (0,2 %) |

|  | Samiska (0,0 %) |

|  | Främmande språk (5,1 %) |

|  | Finska (94,7 %) |

|  | Svenska (0,2 %) |

|  | Samiska (0,0 %) |

|  | Främmande språk (5,1 %) |

## Bilder

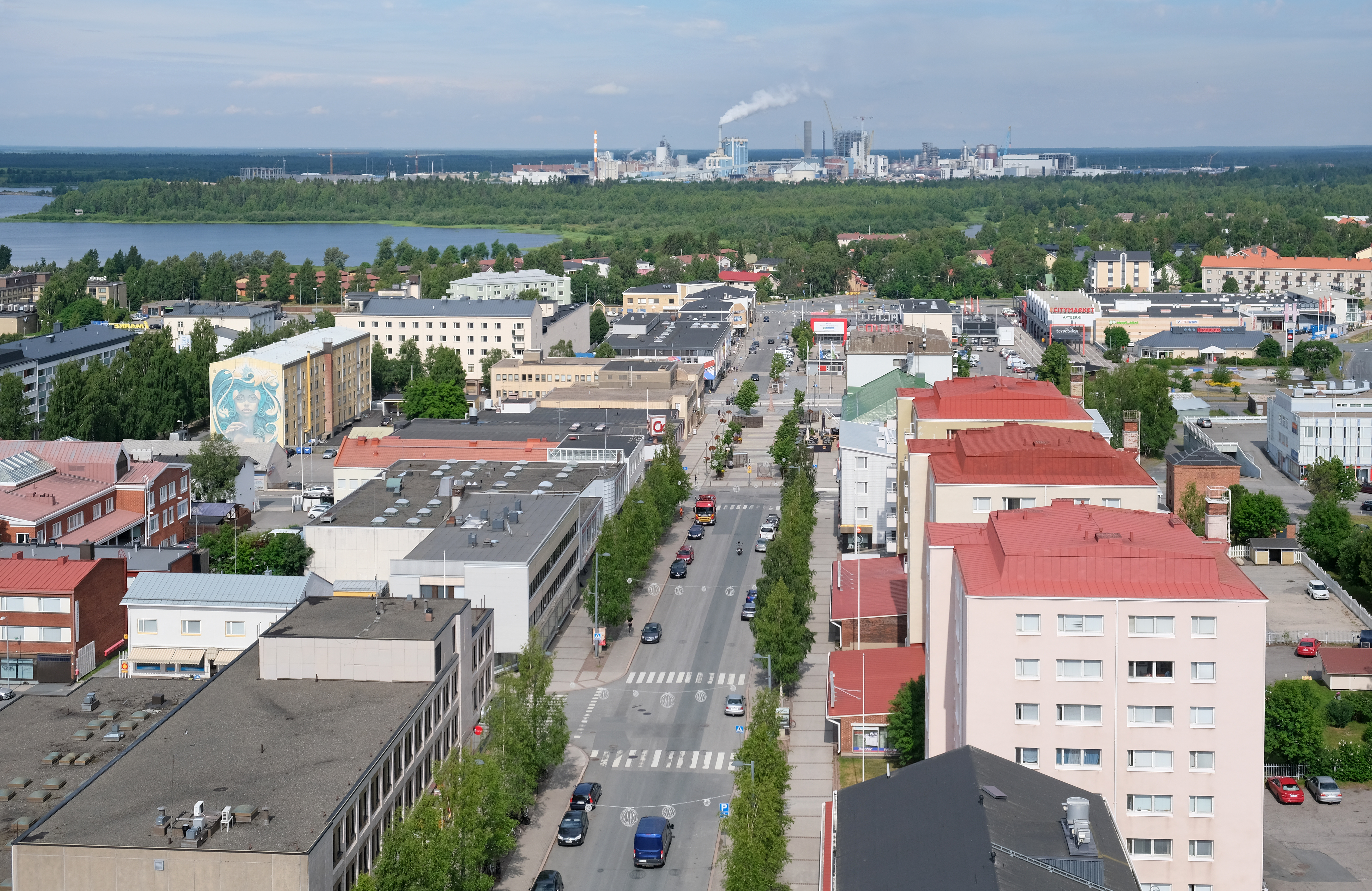
Kemi centrum, pappersbruket syns i bakgrunden.
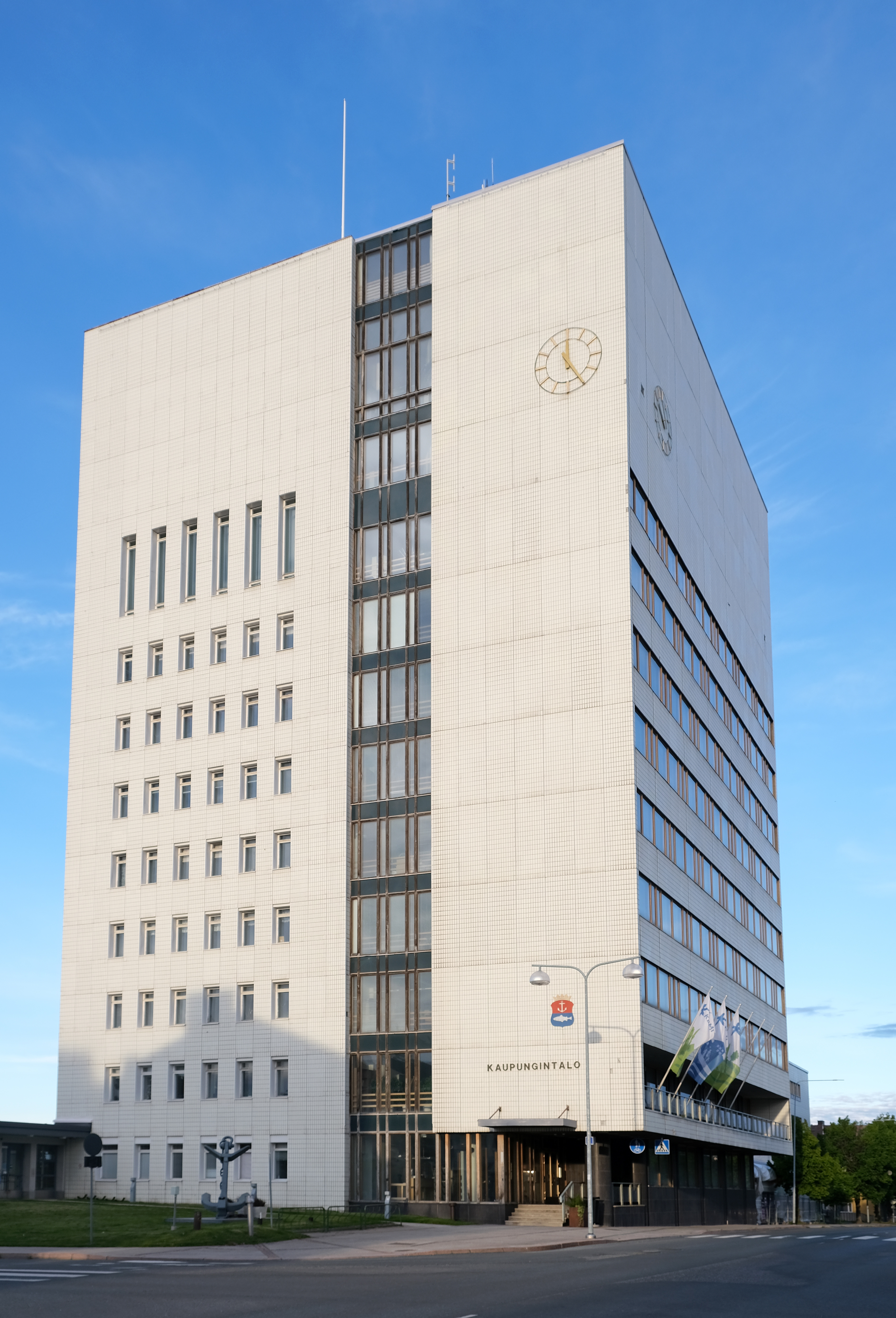
Stadshuset
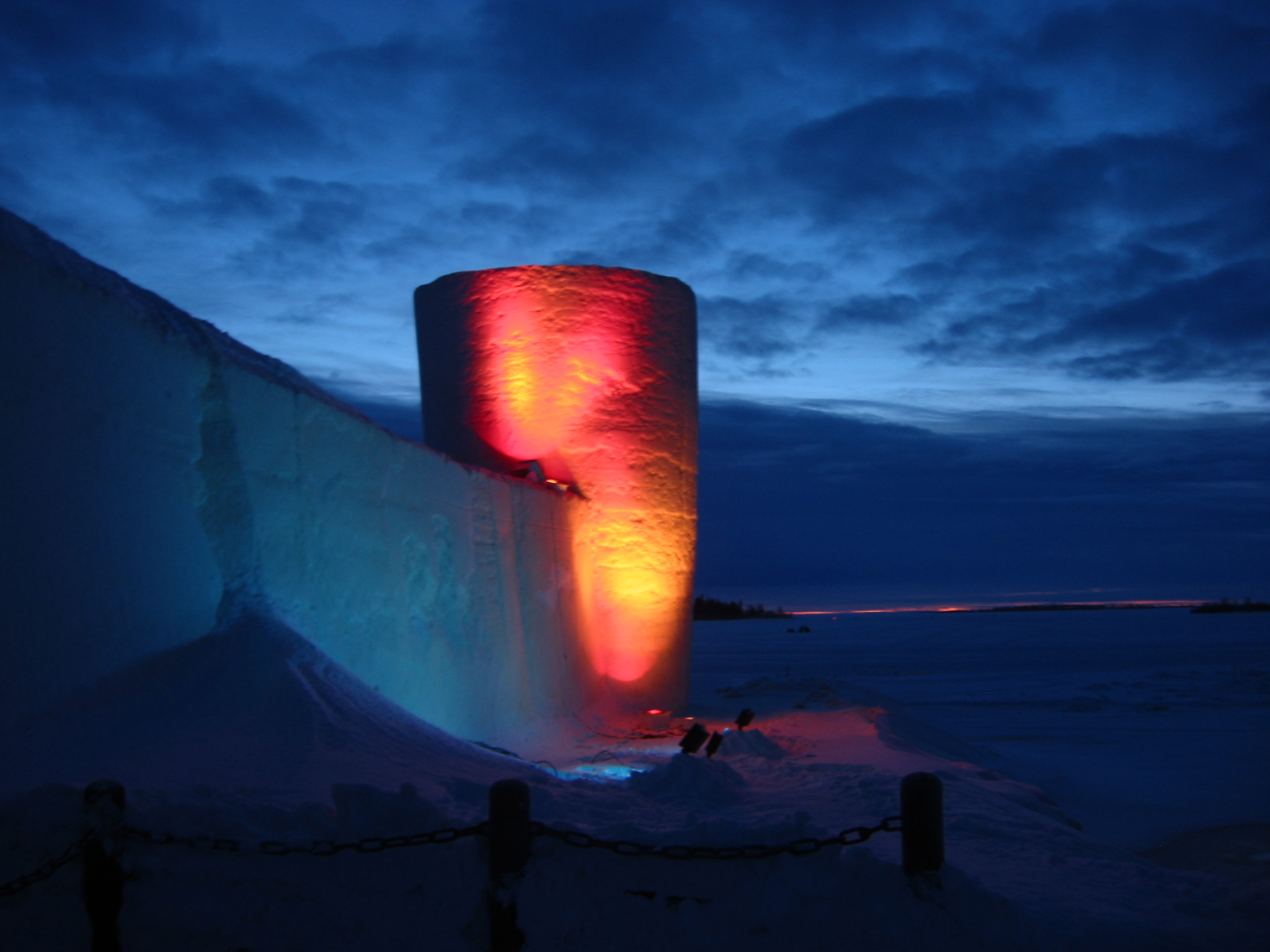
Snöslottet med ett ishotell i Kemi
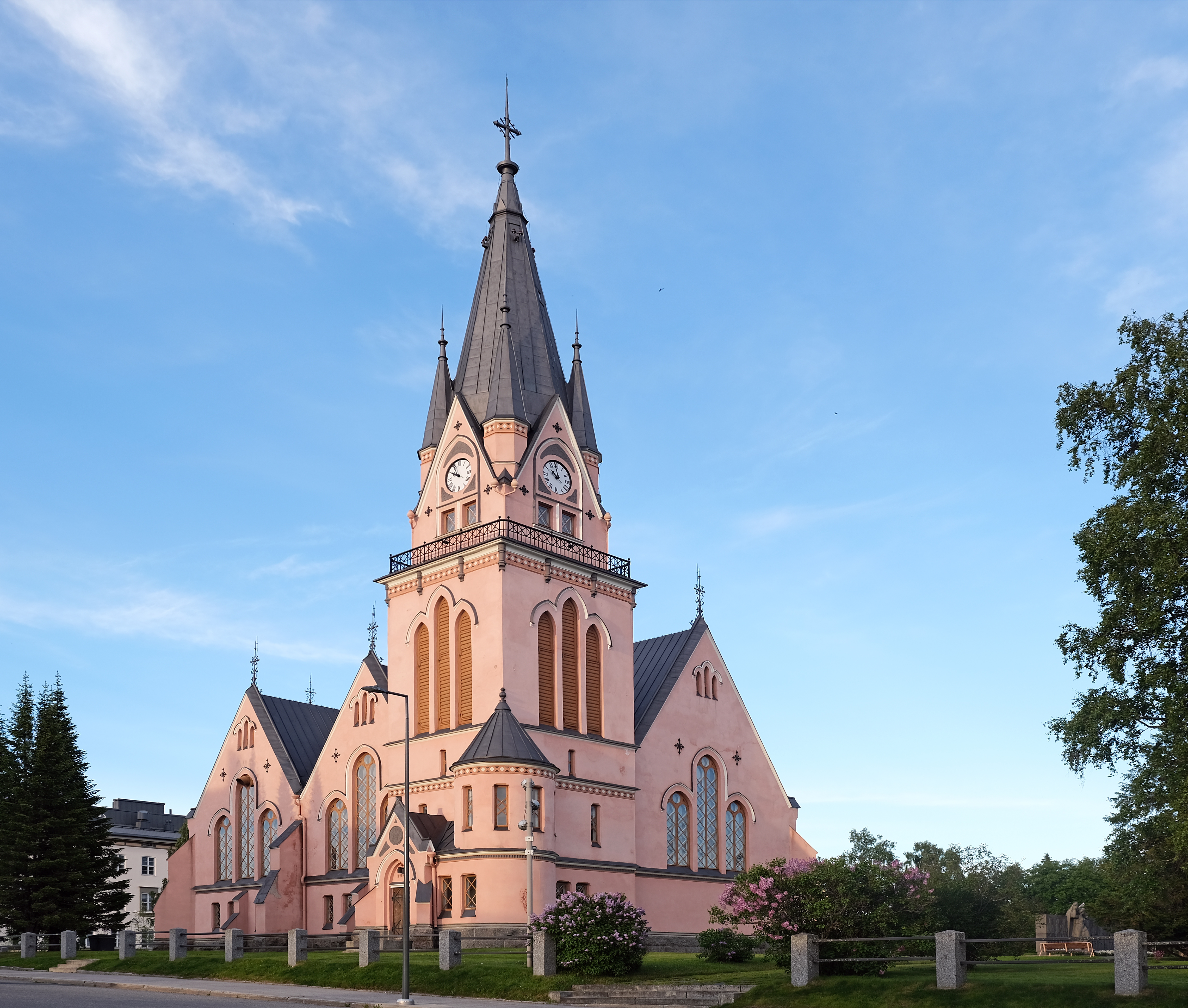
Kemi kyrka
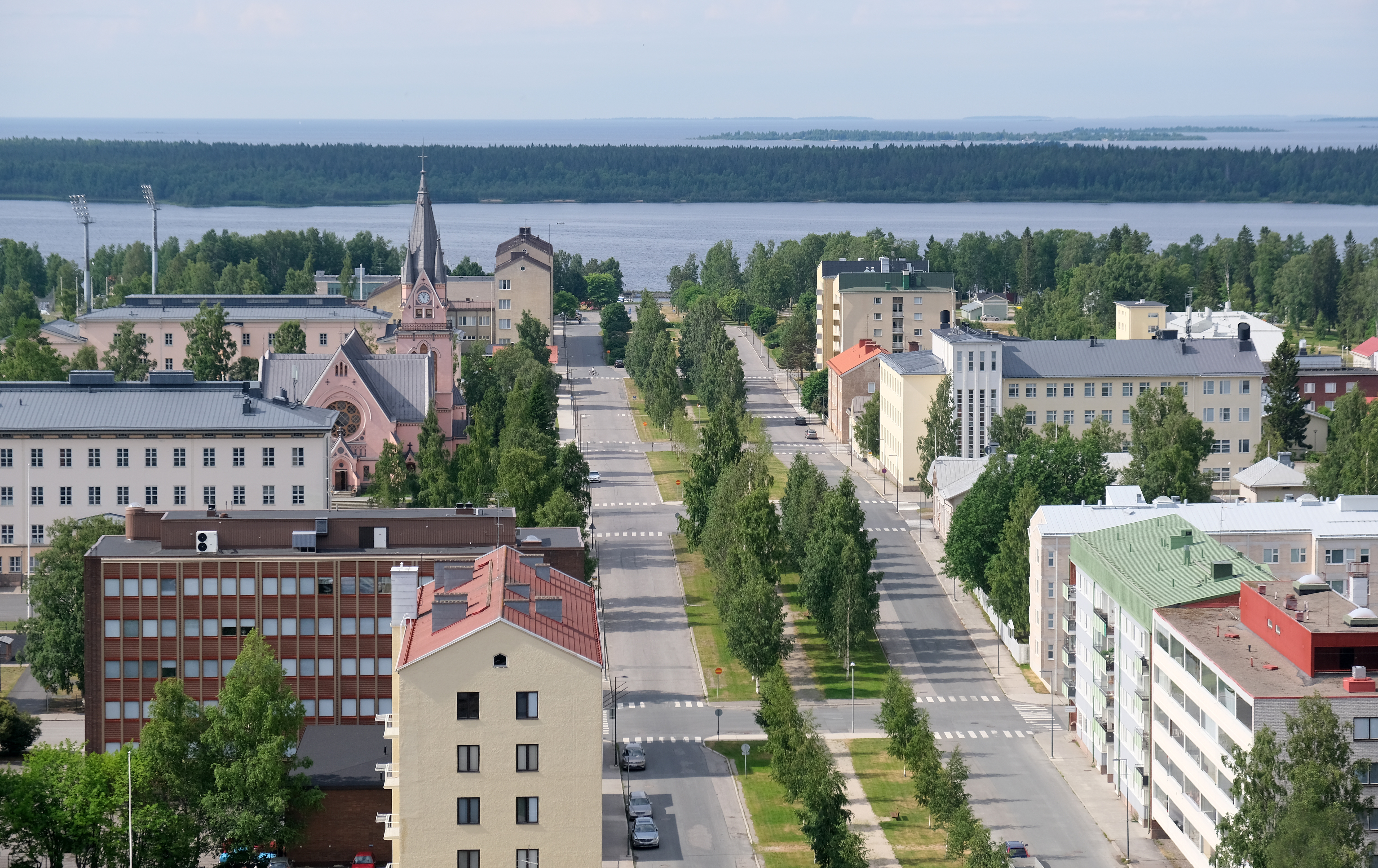
Meripuistokatu